# ゼアキサンチン
ゼアキサンチン (zeaxanthin) は、目の網膜に含まれるカロテノイドの一種である。黄斑中央部において、ゼアキサンチンは主要な構成物質であるが、網膜周辺部位ではルテインが主要な構成物質である。
ルテインとゼアキサンチンは独特の化学構造を持っており、互いに異性体の関係であるが、光学異性体ではない。これらの間に見られる大きな違いは、末端環にある二重結合の位置にあり、ルテインにはキラル中心が三つあるのに対して、ゼアキサンチンには二つしかない。
キサントフィルサイクルを構成する三種のキサントフィルの一つ。

## 存在
ゼアキサンチンはパプリカやとうもろこし、サフラン、クコの実といった植物の色を構成する色素である。また、サフランの味や香りのもとであるサフラナールへと、前駆体であるピクロクロシンを経て分解される。ルテインやゼアキサンチンの含有量が多い食べ物はケールやほうれん草、カブの葉、コラードグリーン、ロメインレタス、クレソン、フダンソウ、カラシナといった濃い緑色の葉物野菜である。
岐阜薬科大学のグループの研究によると、長良川の天然アユの目にはゼアキサンチンが多く含まれている。マアジの目の部位のカロテノイド含有量は3μgでうちゼアキサンチンは20.1%だったのに対し、アユは552μg中78.3%含まれていた。